# Хламостово
Хламостово — деревня в Кольчугинском районе Владимирской области России, входит в состав Раздольевского сельского поселения.

## География
Деревня расположена в 28 км на запад от центра поселения посёлка Раздолье и в 19 км на юго-запад от райцентра города Кольчугино.

## История
По данным на 1860 год деревня принадлежала Екатерине Абрамовне Акинфовой. 
В конце XIX — начале XX века деревня входила в состав Коробовщинской волости Покровского уезда, с 1925 года — в составе Киржачской волости Александровского уезда. В 1859 году в деревне числилось 29 дворов, в 1905 году — 30 дворов, в 1926 году — 31 дворов.
С 1929 года деревня входила в состав Коробовщинского сельсовета Кольчугинского района, с 1979 года — в составе Белореченского сельсовета, с 1984 года — в составе Раздольевского сельсовета, с 2005 года — в составе Раздольевского сельского поселения.

## Население
| 1859 | 1905 | 1926 | 2002 | 2010 | 2021 |
| ---- | ---- | ---- | ---- | ---- | ---- |
| 184  | ↘145 | ↘138 | ↘0   | →0   | ↗13  |